# Lias-groep
| Systeem                              | Serie           | Etage         | Ouderdom (Ma) |
| ------------------------------------ | --------------- | ------------- | ------------- |
| Krijt                                | Vroeg           | Berriasien    | Jonger        |
| Jura                                 | Boven (Malm)    | Tithonien     | 145,0–152,1   |
| Jura                                 | Boven (Malm)    | Kimmeridgien  | 152,1–157,3   |
| Jura                                 | Boven (Malm)    | Oxfordien     | 157,3–163,5   |
| Jura                                 | Midden (Dogger) | Callovien     | 163,5–166,1   |
| Jura                                 | Midden (Dogger) | Bathonien     | 166,1–168,3   |
| Jura                                 | Midden (Dogger) | Bajocien      | 168,3–170,3   |
| Jura                                 | Midden (Dogger) | Aalenien      | 170,3–174,1   |
| Jura                                 | Onder (Lias)    | Toarcien      | 174,1–182,7   |
| Jura                                 | Onder (Lias)    | Pliensbachien | 182,7–190,8   |
| Jura                                 | Onder (Lias)    | Sinemurien    | 190,8–199,3   |
| Jura                                 | Onder (Lias)    | Hettangien    | 199,3–201,3   |
| Trias                                | Boven           | Rhaetien      | Ouder         |
| Indeling van het Jura volgens de ICS |                 |               |               |

Het Lias of de Lias-groep is de benaming voor gesteentelagen in West-Europa die tot het onderste deel van het Jura behoren. De ouderdom van het Lias valt ongeveer samen met het tijdvak Vroeg-Jura in de geologische tijdschaal (ongeveer 205 tot 175 miljoen jaar oud) en de Lias zelf is ongeveer gelijk aan de stratigrafische serie Onder-Jura. In oudere literatuur wordt de naam Lias ook gebruikt om het tijdvak zelf aan te geven, maar dit gebruik wordt ontmoedigd nadat ontdekt werd dat delen van de Lias een Laat-Triassische ouderdom hebben. Het Lias ligt op het Keuper (de bovenste eenheid van het Trias) en onder het Dogger.

## Naamgeving en voorkomen
Het is niet geheel duidelijk hoe de naam Lias is ontstaan; het zou afgeleid kunnen zijn van het woord layers (Engels voor "lagen") gebruikt door de mijnwerkers in de Engelse kalksteengroeves van de 19e eeuw. Het zou ook afgeleid kunnen zijn van het Gaelische woord leac, dat "platte steen" betekent. Een derde mogelijkheid is dat het afgeleid is van het Franse woord liais, wat "harde kalksteen" betekent.
In Zuid-Duitsland worden gesteenten uit het Vroeg-Jura ingedeeld in de lithostratigrafische groep Schwarzjura (zwarte Jura). Deze bestaan, net als de Lias van Noord-Duitsland, België, Nederland en Engeland, voornamelijk uit donkere schalie en kalkschalie. Een bekende fossielrijke formatie uit het Lias is de Posidoniaschalie. De naam Lias wordt ook gebruikt voor gesteenten met deze ouderdom in de Alpen, in de Jura en aan de randen van het Bekken van Parijs in Frankrijk.